# Napis Mjazedi
Napis Mjazedi (burmansko: မြ ဇေ တီ ကျောက်စာ [mja̰ zèdì tɕaʊʔ sà]; tudi napis Yazakumar ali napis Gubyaukgyi), napisan leta 1113, je najstarejši preživeli kamniti napis o Burmi. Ime Myazedi, kar pomeni "žadasta stupa" (zedi, podobno v Pali cetiya in tajščini chedi), prihaja iz istoimenske pagode, ki se nahaja v Baganu, Mjanmar. Napisi so bili narejeni v štirih jezikih: burmanščini, Pyu, Mon in Pali,  in vsi pripovedujejo zgodbo kralja Kyanzittha na smrtni postelji, o spravi s svojim odtujenim sinom princem Yazakumarjem, ki ga je razdedinil in kompromisom iz leta 1084, ki je pomagal končati krvave nemire med pogani in Mon kraljestvom.
Primarni pomen Myazedi napisov je, da so omogočili dešifriranje pisnega Pyu jezika.
V Burmi danes obstajata dva glavna napisa. Eden obstaja na ploščadi pagode Mjazedi, v vasi Myinkaba, južno od Bagana. Drugega je odkril nemški Pali učenjak dr. Emil Forchammar leta 1886-1887 in je trenutno na ogled v Arheološkem muzeju Bagan.
Myazedi kamniti napis je bil eden prvih spisov doslej odkritih v zgodovini mjanmarske literature. Kamnita stebra merita v višino 55 centimetrov, 14 cm v dolžino in 14 cm v širino.

## Galerija
- burmanščina
- V jeziku Mon
- V Pali jeziku
- V Pyu jeziku